# Association progressiste-conservatrice de l'Alberta
L'Association progressiste-conservatrice de l'Alberta (en anglais Progressive Conservative Association of Alberta) est un parti politique provincial de droite de la province canadienne de l'Alberta. Le parti a formé le gouvernement provincial de 1971 à 2015, d'abord sous la direction de Peter Lougheed (1971-1985), puis de Don Getty (1985-1992), de Ralph Klein (1992-2006), d'Ed Stelmach (2006-2011), d'Alison Redford (2011-2014), sous l’intérim de Dave Hancock (2014) et finalement sous la direction de Jim Prentice (2014-2015).
Le parti fusionne le 24 juillet 2017 avec le Parti Wildrose pour former un nouveau parti politique, le Parti conservateur uni.

## Histoire

### Origines et premières années
Le parti est né du Parti libéral-conservateur des Territoires du Nord-Ouest qui exista de 1898 à 1905. Contrairement à leur parti prédécesseur, qui a formé le gouvernement pendant toute son existence, les tories étaient un parti marginal en Alberta pour la plus grande partie de l'histoire de la province. Aux premières élections provinciales en 1905, les conservateurs, menés par le futur premier ministre du Canada Richard Bedford Bennett, ne gagnèrent que deux sièges et furent à peine capables d'améliorer leur performance lors d'élections subséquentes. La principale différence de politique entre les tories et le Parti libéral de l'Alberta était la conviction que la province devait contrôler ses ressources naturelles, ce qui lui avait été refusé par le gouvernement fédéral.

### Le parti marginalisé
À l'élection provinciale de 1913, les tories réussirent à briser la glace, remportant 18 sièges et 45 % des suffrages. Malgré ce résultat, et celui encore meilleur de l'élection de 1917, ils étaient toujours incapables de défaire les libéraux. Les tories se divisèrent alors en deux camps : les « radicaux » et les « traditionnels ». Le parti s'effondra et fut incapable de présenter des candidats dans toutes les circonscriptions à l'élection de 1921. Un seul député conservateur fut élu à l'Assemblée législative lors de ce scrutin au cours duquel le nouveau parti United Farmers of Alberta (UFA) réussit à défaire les libéraux et prit le pouvoir.
Durant les cinquante années qui suivirent, les tories furent incapables de faire élire plus qu'une demi-douzaine de députés à la législature albertaine. Le parti fut marginalisé après que le gouvernement UFA réussit à négocier avec Ottawa le contrôle des ressources naturelles de la province, coupant l'herbe sous les pieds des tories en leur enlevant leur principale raison d'être.
En 1935, l'UFA s'effondra. Le parti Crédit social prit le pouvoir sur une plate-forme programmatique faite de populisme et de conservatisme chrétien. Le Crédit social attira les électeurs conservateurs pendant des décennies, particulièrement après son abandon des théories économiques créditistes radicales et son adoption d'une politique fiscale conservatrice.

### Les années 1940 et 1950
À la fin des années 1930, les conservateurs et les libéraux formèrent un front uni dans leur tentative de défaire le Crédit social ; il n'y eut donc aucun candidat conservateur aux élections de 1940, 1944 et 1948. Les candidats des deux partis se présentèrent comme des indépendants.
L'échec de la stratégie de la coalition mena à la ré-émergence du Parti libéral et du Parti conservateur en deux entités distinctes au début des années 1950. Les tories ne présentèrent que cinq candidats à l'élection de 1952 ; un seul fut élu.
Les tories devinrent les progressistes-conservateurs en 1959 afin de se conformer au nom du Parti progressiste-conservateur du Canada fédéral. Le parti fut incapable d'améliorer son sort et perdit son unique siège à la législature.

### Le parti sous Peter Lougheed
En mars 1965, Peter Lougheed fut élu chef du parti et entreprit de le transformer en une force politique en combinant des principes de conservatisme fiscal avec une perspective moderniste et urbaine. Cette approche faisait grandement contraste avec le ruralisme agraire du Crédit social.
Lors de l'élection de 1967, les tories de Lougheed réussirent à briser la glace, faisant élire sept députés. Le parti devint l'opposition officielle de la province.
En 1968, le Premier ministre créditiste Ernest Manning démissionna après 25 ans en poste. Il fut remplacé par Harry E. Strom qui se révéla incapable de revigorer le Crédit social épuisé, qui avait formé le gouvernement depuis la Grande Dépression. Les Albertains, particulièrement ceux associés à la florissante industrie pétrolière, commencèrent à se tourner vers les jeunes et dynamiques tories de Lougheed.
À l'élection de 1971, les progressistes-conservateurs remportèrent 49 sièges contre 25 au Crédit social. Le parti forma alors un gouvernement majoritaire, avec Lougheed comme Premier ministre.
Une fois au pouvoir, les progressistes-conservateurs menèrent une guerre longue et pénible contre le gouvernement fédéral sur la question du contrôle des ressources naturelles de l'Alberta (particulièrement le pétrole). L'industrie pétrolière fournissait de grands surplus budgétaires au gouvernement albertain, le permettant de maintenir l'Alberta comme la seule province ou territoire au Canada sans une taxe provinciale sur la vente. L'Alberta connut un important essor socio-économique, surtout à Calgary, dans les années 1970 et 1980.
Sous Lougheed, l'Alberta devint pratiquement un État à parti unique, remportant la presque totalité des sièges à la législature provinciale. Le successeur de Lougheed, Don Getty, ne put égaler le monopole quasi-absolu des tories de Lougheed, mais il jouit néanmoins de confortables majorités parlementaires.

### Le parti sous Ralph Klein
Bien que la popularité des progressistes-conservateurs s'estompa quelque peu sous Getty, elle fut revivifiée sous la direction de Ralph Klein, dont le gouvernement fut plus conservateur à la fois sur le plan fiscal et social. Le parti fut réduit à 51 sièges à l'élection de 1993 mais gagna des majorités plus solides aux élections de 1997 et 2001.
Des tensions se sont développées au sein de la société albertaine et même au sein du parti entre les conservateurs fiscaux et les conservateurs sociaux, ces derniers ayant soulevé des craintes sur les questions telles que le mariage homosexuel. Ces craintes ont poussé Klein à songer publiquement à invoquer la clause dérogatoire de la Constitution canadienne afin de préserver la définition traditionnelle du mariage malgré les décisions des tribunaux. Toutefois, il a par la suite renoncé à toute action de ce genre et s'est résigné à accepter la loi permettant les mariages entre personnes de même sexe partout dans le pays. De plus, l'Alberta sous les tories a été la province la plus bruyante dans ses affrontements avec le système de soins de santé publique au Canada, brandissant la menace d'introduire un système parallèle de cliniques privées et de se retirer de la loi canadienne sur la santé, malgré les protestations de certains pour lesquels il ne détenait pas un mandat de l'électorat pour engager ce genre d'action. Toutefois, contrairement au Québec et la Saskatchewan, l'Alberta n'est pas, dans les faits, une province qui possède un système parallèle de soins de santé privé.
Il a toujours été considéré comme hautement improbable qu'un parti centriste ou de gauche (les plus grands étant le Parti libéral de l'Alberta et le Nouveau Parti démocratique de l'Alberta) soit dans une position favorable pour poser un défi sérieux aux conservateurs à l'élection de 2004. Les libéraux et les néo-démocrates, ainsi qu'un nouveau parti de droite, l'Alliance albertaine, ont tous mené une campagne agressive contre les Tories en 2004. Le gouvernement de Klein fut réélu mais perdit une douzaine de circonscriptions urbaines. Plusieurs analystes s'attendaient à des pertes à Edmonton, mais les pertes au profit des libéraux à Calgary furent beaucoup plus significatives : les conservateurs détenaient jusque-là tous les sièges dans cette ville.
L'Alliance ne fut pas non plus une menace sérieuse à la majorité parlementaire des conservateurs, mais ils furent compétitifs dans plusieurs districts ruraux qui jadis avaient été des forteresses des progressistes-conservateurs. Bien que l'Alliance ne réussit à gagner qu'un seul siège, dans un district du sud-ouest, celui-ci avait jusqu'à ce moment été acquis au tories. Certains analystes en ont conclu que bien que les suffrages accordés à l'Alliance n'atteignirent pas les 10 % en 2004, le parti pourrait potentiellement être en position de présenter un réel danger aux tories à l'avenir.
Le 20 juillet 2004, Ralph Klein annonça son intention de prendre sa retraite en 2007. Plusieurs ministres de son cabinet furent alors vus comme des successeurs possibles. Toutefois, l'un d'eux (Mark Norris) fut défait dans sa circonscription d'Edmonton. Ted Morton et Jim Dinning étaient parmi d'autres candidats potentiels à la succession de Klein. Finalement, ils furent défaits par Ed Stelmach le 3 décembre 2006. Ce dernier mène son parti à une large victoire aux élections de 2008.

### Élection à la chefferie de l'Association progressiste-conservatrice de l'Alberta de 2011
Ed Stelmach démissionne en 2011. Une course à la chefferie est déclenchée pour lui trouver un successeur, course remportée par Alison Redford qui devient la première femme à diriger le Parti progressiste-conservateur et le gouvernement de l'Alberta.

### Le parti sous Alison Redford
Le parti sous Alison Redford se fait plus progressiste que conservateur. Lors des élections de 2012, elle réussit à décrocher un 12e mandat majoritaire consécutif pour les progressistes-conservateurs avec 61 députés sur une possibilité de 87. Elle devient la première femme à gagner une élection au poste de premier ministre de l'Alberta. Cette réélection est une surprise de taille puisque les sondages donnaient plutôt la victoire au nouveau Parti Wildrose dirigé par Danielle Smith. Ce parti réussit quand même à sauver la face en formant l'Opposition officielle avec 17 députés. Les libéraux et le NPD recueillent respectivement 5 et 4 députés.
Alison Redford démissionne de ses postes de première ministre et cheffe du parti en 2014 à la suite d'un scandale sur son compte de dépenses.

### Le parti sous Jim Prentice
Pour succéder à Redford, une course à la chefferie est déclenchée et remportée par l'ancien ministre fédéral conservateur Jim Prentice. Il connaît un bon départ à la tête du gouvernement en réussissant un coup de maître: la défection de neuf députés de l'opposition Wildrose, dont la cheffe Danielle Smith. Malheureusement, l'économie albertaine bat de l'aile à cause de la chute des prix du pétrole. Il dépose donc un budget en mars 2015 contenant des hausses de taxes et des coupures dans les services. Il jette le blâme sur les Albertains eux-mêmes, les invitant même à se regarder dans un miroir, faisant abstraction du fait que son parti est au pouvoir depuis 1971. Ce budget est critiqué autant à gauche qu'à droite.
Croyant avoir besoin d'un mandat fort pour mener à bien le redressement de l'économie de sa province, Prentice déclenche des élections anticipées un an avant la date prévue par la loi. Au cours de la campagne électorale, les appuis au Parti progressiste-conservateur, perçu comme usé et fatigué, s'effritent. Le Wildrose (qui venait d'élire son nouveau chef, Brian Jean) et le NPD de Rachel Notley connaissent une montée dans les sondages. Toutefois, alors que Notley est perçue comme celle en qui les Albertains ont le plus confiance et la gagnante du débat des chefs, Prentice a été perçu comme paternaliste et condescendant. Le NPD caracole en tête des sondages jusqu'à la fin de la campagne, le Wildrose et les progressistes-conservateurs s'échangeant la deuxième place.
Le soir du scrutin, le NPD met un terme à la dynastie progressiste-conservatrice de 44 ans en raflant un gouvernement majoritaire de 53 députés, faisant de Rachel Notley la première néo-démocrate à diriger l'Alberta et la deuxième femme. Le Wildrose demeure l'Opposition officielle avec 21 députés. Le Parti progressiste-conservateur, autrefois la formation dominante, devient l'ombre d'elle-même en finissant troisième avec 11 députés, chassée d'Edmonton et de pratiquement toutes les grandes villes, malgré quelques assises à Calgary. Jim Prentice démissionne de son poste de chef le soir même.

## Chefs du parti
Parti libéral-conservateur des Territoires du Nord-Ouest
- Frederick Haultain (1898 - 1905)

Parti conservateur de l'Alberta
- Richard Bennett (élection de 1905)
- Albert Robertson (1905 - 1909])
- Richard Bennett (1909 - 1910)
- Edward Michener  (1910 - 1917)
- George Hoadley (1917–1920)
- James Ramsey (1920–1921)
- Albert Ewing (1921)
- John Smith Stewart (1921-1923)
- William John Blair (1923-1925)
- Alexander McGillivray (1925 - 1930)
- D.W. Duggan (1930-1942)
- poste vacant (Parti en coalition avec le Parti libéral, 1942 à 1952)
- Percy Page (1952 - 1958)

Parti progressiste-conservateur de l'Alberta
- Cam Kirby (1958 - 1959)
- Ernest Watkins (intérim, 1959 - 1962)
- Milt Harradance (1962 - 1965)
- Peter Lougheed (1965 - 1985)
- Donald Getty (1985 - 1992)
- Ralph Klein (1992 - 2006)
- Ed Stelmach (2006 - 2011)
- Alison Redford (2011 - 2014)
- Dave Hancock (2014)
- Jim Prentice (2014 - 2015)
- Ric McIver (2015-2017), par intérim
- Jason Kenney (2017)